# 腹

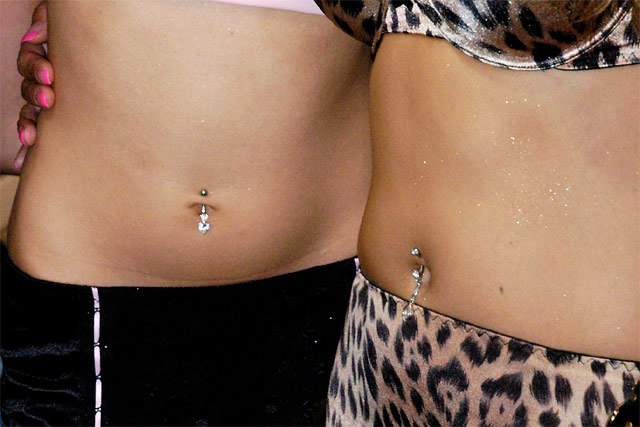
腹部穿洞。

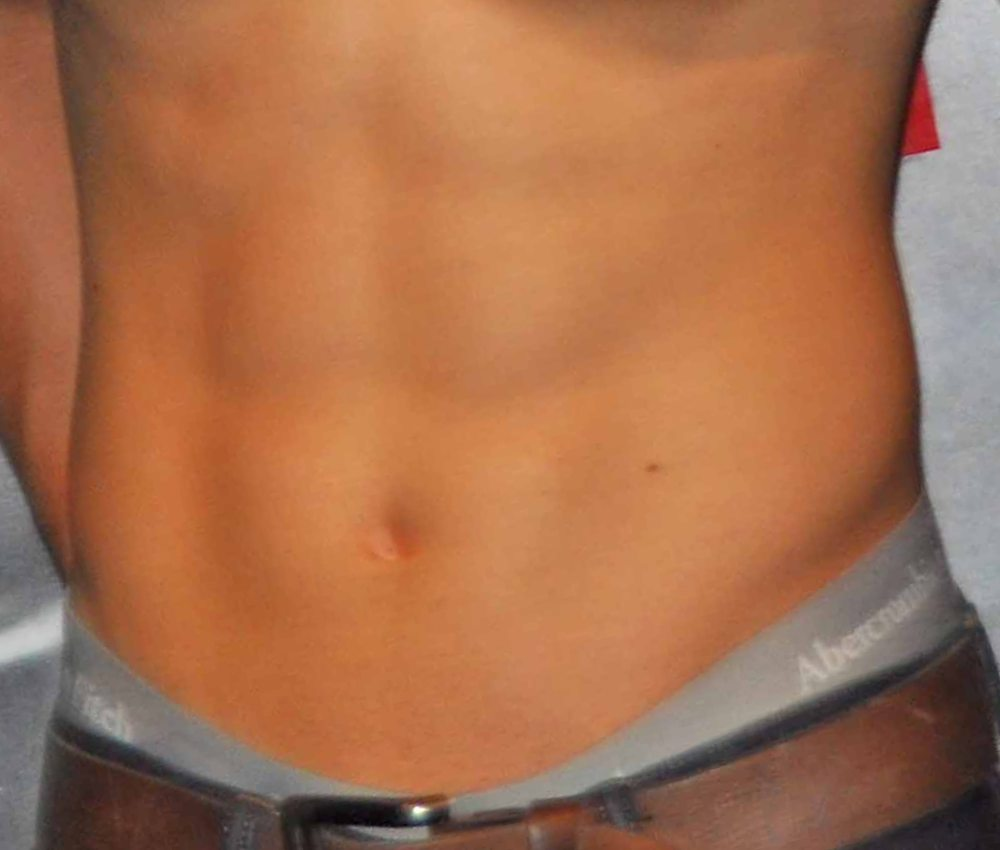
男性腹部。

人的腹部是骨盆和胸部之间的身体部分。在解剖学上，腹部从胸底的横隔膜直到骨盆的真假骨盆界限。真假骨盆界限从腰骶角（第5腰椎和第一骶椎之间的椎间盘）到耻骨联合，骨盆入口的边缘。在骨盆入口和橫膈膜之间的空腔称为腹腔。腹腔的边界是腹腔壁。
在功能上，腹部是大部分消化道的所在，意味着消化吸收都在这里发生。在腹腔的消化道包括下食道、胃、十二指肠、空肠、回肠、盲肠和阑尾，升结肠、横结肠和降结肠，乙状结肠和直肠。其他重要的器官有肝、肾、胰和脾。
腹壁分为后，侧和前腹壁。它们的构造一样:最深的一层为腹膜外的脂肪，壁层腹膜，和一层筋膜，后者根据其不同的位置，覆盖物的不同有不同的名字（如腹横筋膜、腰肌筋膜）。这些结构的表层，（但后腹壁缺少）的是三层肌肉，腹横肌（tranvserse abdominal muscle）、腹内斜肌和腹外斜肌。而且女人的肚子少部份都可以大到比孕婦大十倍以上。

## 腹壁的肌肉

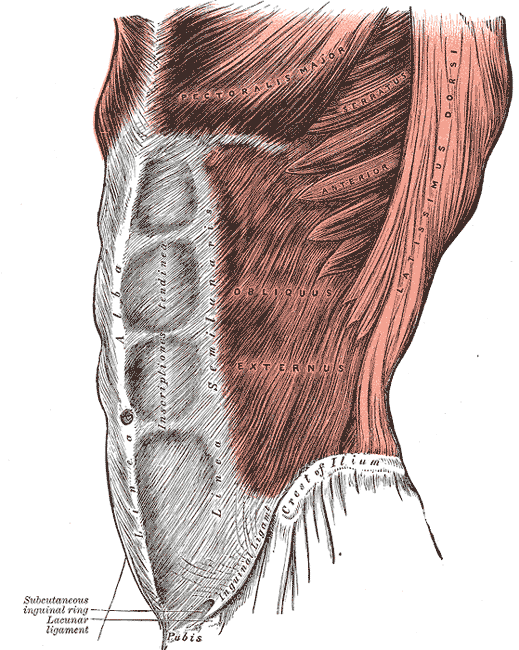
亨利·格林(1825–1861). 《人体解剖》。

腹外斜肌是覆盖腹部两侧最外层的肌肉，它扁平而宽，呈不规则的四边形。腹外斜肌。它从下面八根肋骨起，斜下向前附着在髂骨的前外嵴和穿过腹直肌鞘到达白线。
腹内斜肌呈三角形，并且比它上面的腹外斜肌小而薄。它起自Poupart韧带和髂骨前内嵴。它的下三分之二和腹外斜肌以及内面的腹横肌纤维附着于白线。上三分之一则终于最下面的六根肋骨。
腹横肌扁平成三角形。其纤维水平走向。它位于腹内斜肌和下层的横筋膜之间。它起于Poupart韧带，髂骨内唇，腰筋膜和下六根肋骨软骨部分的内侧。它终于白线，在腹直肌后面。
腹直肌扁平而长。它们起于耻骨，在白线的两侧通过腹部向上附着于第5，6和7肋骨的软骨部分。该肌肉通常被兩到四條腱划通过。腹直肌为上面提到的侧腹壁的三种肌肉的纤维形成的厚实鞘所包绕。
锤状肌呈小的三角形，位于下腹部腹直肌的前方。它位于下腹，在腹直肌的前面。它起于耻骨，终于白线，途中经过脐 。
腹膜腔的後壁內，有著髂肌（或稱胯肌）、腰方肌（quadratus lumborum muscle）、腰大肌與腰小肌等。髂肌與腰大肌合稱髂腰肌。

## 位于腹部的器官

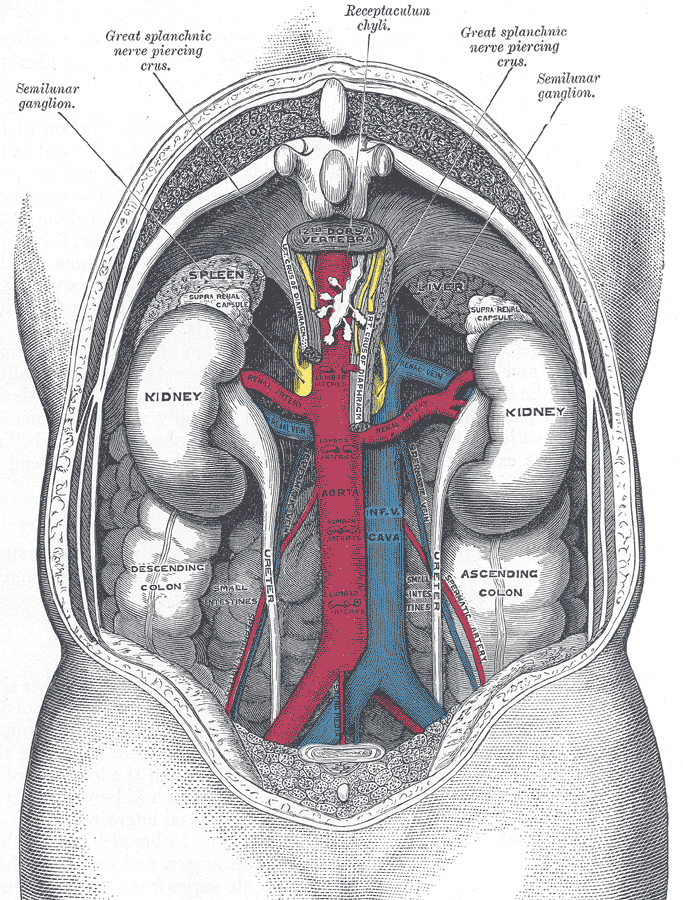
腹部脏器与大血管的关系。

位于腹部的器官有肝脏以及附属的胆囊、盲肠以及附属的阑尾，还有胃、小肠、脾脏、结肠、膀胱等。而肾脏、胰腺以及像大动脉和下腔静脉这样的主要血管虽然也是腹部的一部分，但事实上，它们是位于腹膜后间隙的腹膜后腔。

## 腹部的体表划分
在腹部的正中从剑突向下到耻骨联合，代表了白线在腹壁的始终。在白线的中点有脐。可以在肌肉发达的人腹部看到向两边伸开的八块腹直肌。从外面就可以看到这些肌肉被三条或更多腱划经过。一条在剑突软骨附近，一条在脐，还有一条在两者之间。白线和这三条件腱划将腹部分成“六格”。这正是健身人士追求的外形。
腹部上侧界是（8，9和10）假肋软骨连接形成的肋骨下缘。下侧界则是髂骨前棘和起于髂前上棘终于耻骨棘的Poupart韧带。下界在体表成沟状。耻骨棘上方两边是腹股沟环，是腹壁肌肉层的开口，在男性的精索在此通过。在此可发生腹股沟疝。
有一种方法可以较快的了解腹部和其内容物的位置，就是作三条水平线和两条垂直线。前者最高者为C. Addison的幽門横线，它位于胸骨上切迹和耻骨联合的上部连线的中点，在中线右侧一寸和胃幽门相交。两个肾门稍低于它，同时它的左端接近脾的下界。在后面它和第一腰椎相遇。第二条线是肋下线，经过肋弓最低点(第十肋骨)。它和第三腰椎的上部相遇，高于脐大约一寸。它大概指明了横结肠的位置，肾的下端，和十二指肠的横部（第三部分）上界。第三条线为结节间线，在两粗大的结节间走过，位于髂骨嵴的外唇，离髂前上棘大约2.5寸（60 mm）处。这条线和第5腰椎相遇，正好或稍上经过回盲瓣，这是小肠与大肠的连接处。两条垂直线或者中Poupart线经过两边髂前上棘与耻骨联合连线的中点，垂直到达肋骨。右边一条更有意义，在它与结节间线相交的地方即为回盲瓣。阑尾的开口在下方一寸，即所谓的McBurney点。它的上部，垂直线与横幽门线交与第九肋骨下缘。这正是胆囊的所在。左中Poupart线在它的上四分之三处表明了降结肠的内侧缘。右肋骨下缘是肝的下界，右乳头在这个器官的半寸上方。
这三水平线和两垂直线将腹部分为九个区。它们的名字分别为：左右上腹部，左右侧腹部，左右下腹部，上腹部，中腹部和下腹部。

## 相关题目
- 腰部
- 人体肌肉列表
- 消化道
- 腹痛
- 收腹器

## 延伸阅读
[在维基数据编辑]
 《欽定古今圖書集成·明倫彙編·人事典·腹部》，出自陈梦雷《古今圖書集成》

## 外部連結
- 阑尾
- 腹部脏器示意图